# Émile Zola
Émile Zola, francoski pisatelj in novinar, * 2. april 1840, Pariz, † 29. september 1902, Pariz.

## Življenjepis
Zola je bil rojen v Parizu v družini italijanskega inženirja. Mladost je preživel v mestu Aix-en-Provence. Šolal se je v Parizu, postal uslužbenec založbe in pozneje novinar, dokler se ni okoli leta 1880 popolnoma posvetil književnemu delu. Preselil se je v Médan in živel osamljeno, obdan s privrženci in somišljeniki, do leta 1897, ko je posegel v Dreyfusovo afero, napisal manifest Obtožujem (J'accuse, 1898), zoper reakcionarne sile in branil po krivem obtoženega. Pred preganjanjem se je moral začasno umakniti v Anglijo, vendar je kmalu dočakal pravično revizijo procesa.

## Literarno delo
Zola je imel velik vpliv na francosko književnost 19. stoletja. Velja za utemeljitelja eksperimentalnega romana in je najvidnejši predstavnik naturalizma, ki naj bi po njegovem podobno kot prirodoslovje prikazoval življenje znanstveno, na temelju bioloških in socialnih zakonitosti in v obliki eksperimenta, ki naj razkrije učinkovanje treh determinant: okolja, dobe in dednost. Na tej idejni podlagi je zasnoval prvi pomembnejši roman Thérèse Raquin, nato pa ciklus 20 romanov Rougon-Macquartovi s podnaslovom »Prirodna in socialna zgodovina neke družine v času drugega cesarstva«. Ciklus opisuje usodo številnih članov iste družine, ki so dedno obremenjeni in živijo v različnih socialnih okoljih za časa drugega cesarstva. V njihovem življenju vlada dosleden biološki in socialni determenizem, ki jih spreminja v degenerike, obsedene od spolnosti, alkoholizma in podvržene boleznim. Vsak roman opisuje posebno stran družbe: Beznica delavsko življenje v pariških predmestjih, Nana prostitucijo, Germinal rudarje in njihov boj s kapitalističnimi lastniki, Umetnina umetniške kroge, Zemlja kmete, Polom propad Francije v francosko-nemški vojni. Usode oseb, ki naj dokazujejo avtorjevo osnovno tezo, se prepletajo z nazornimi opisi okolja, množičnih prizorov in materialnih pojavov, ki so najboljši del Zolajevega pripovedništva, medtem ko je psihološka in moralna stran zanemarjena oziroma podrejena biološko socialni.
Zolajevo književno delo zaključujeta trilogija Troje mest z romani Lourdes, Rim, Pariz napisanimi na protiklerikalno temo in nedokončana tetralogija Štirje evangeliji z romani Rodovitnost, Delo, Resnica in Pravica z demokratično, socialno tendenco.
Zolajev naturalizem je nadaljeval in stopnjeval tisto smer francoskega objektivnega  realizma, ki je opisovala predvsem stvarnost z njenimi biološkimi in socialnimi zakonitostmi. Kljub volji do znanstvene objektivnosti vsebuje Zolajevo pripovedništvo številne čustvene in domišljijske prvine, ostro kritiko meščanske družbe in v nekaterih delih celo socialistično tendenco. Zaradi nagnjenja k vizionarnim podobam materialističnih in množičnih dogajanj je mogočenajti v njem celo sestavine simbolizma.